# Jiřina Pelcová
Jiřina Pelcová (nacida como Jiřina Adamičková, Jablonec nad Nisou, 22 de noviembre de 1969) es una deportista checa que compitió para Checoslovaquia en biatlón. Ganó tres medallas en el Campeonato Mundial de Biatlón entre los años 1989 y 1993, y una medalla de bronce en el Campeonato Europeo de Biatlón de 1994.

## Palmarés internacional
| Representando a Checoslovaquia     |                         |                   |           |
| Campeonato Mundial                 |                         |                   |           |
| Año                                | Lugar                   | Medalla           | Prueba    |
| 1989                               | Feistritz (Austria)     | Medalla de bronce | Relevos   |
| 1992                               | Novosibirsk (Rusia)     | Medalla de bronce | Equipo    |
| Representando a la República Checa |                         |                   |           |
| Campeonato Mundial                 |                         |                   |           |
| Año                                | Lugar                   | Medalla           | Prueba    |
| 1993                               | Borovets (Bulgaria)     | Medalla de oro    | Relevos   |
| Campeonato Europeo                 |                         |                   |           |
| Año                                | Lugar                   | Medalla           | Prueba    |
| 1994                               | Kontiolahti (Finlandia) | Medalla de plata  | Velocidad |